# Ширяево (Смоленская область)
Ширяево — деревня в Сычёвском районе Смоленской области России. Входит в состав Бехтеевского сельского поселения. По состоянию на 2007 год постоянного населения не имеет. 
Расположена в северо-восточной части области в 20 км к юго-западу от Сычёвки, в 23 км западнее автодороги Р134 «Старая Смоленская дорога» Смоленск — Дорогобуж — Вязьма — Зубцов. В 24 км северо-восточнее деревни расположена железнодорожная станция Сычёвка на линии Вязьма — Ржев. 

## История
В годы Великой Отечественной войны деревня была оккупирована гитлеровскими войсками в октябре 1941 года, освобождена в марте 1943 года.